# Ras al-Ghiran
Ras al-Ghiran (arab. ‏رأس الغيران‎, Raʾs al-Ḡīrān; fr. Rass Rhirane, Rass Ben Sekka) – przylądek w północnej Tunezji, oblany wodami Morza Śródziemnego, najdalej na północ wysunięty punkt kontynentu afrykańskiego.
Znajduje się 15 km na północny zachód od Bizerty i 22 km na północny wschód od znajdującego się na liście światowego dziedzictwa UNESCO Parku Narodowego Aszkal. 
Znajduje się około 8 km na zachód od Przylądka Białego, który również jest często (błędnie) określany jako najbardziej wysunięty na północ punkt Afryki. Ras ben Sekka jest wysunięty około 30 m dalej na północ od Przylądka Białego.